# Арморика
Арморика (лат. Armorica) је у време Римског царства било име за приморске земље Галије између Сене на северу и Лоаре на југу, на обали Ламанша. У средњем веку ова област постала је део Бретање и Нормандије.

## Историја
Током англосаксонског освајања Британије, које је трајало од средине 5. до краја 8. века, део келтских Брита напустио је домовину и нашао уточиште у Галији, под влашћу Франака. Западни део Арморике, у то време пуста и мочварна област, насељен је келтским избеглицама из Британије и добио је ново име Корнвол или Мала Британија. Овај келтско-британски народ у изгнанству, каснији Бретонци, успео је да сачува свој језик, културу и традиције све до 21. века. Током средњег века они су успели да освоје суседне области Рен и Нант и оснују моћну, полунезависну грофовију Бретању, у вазалном односу према Француској.